# Hồi giáo theo quốc gia

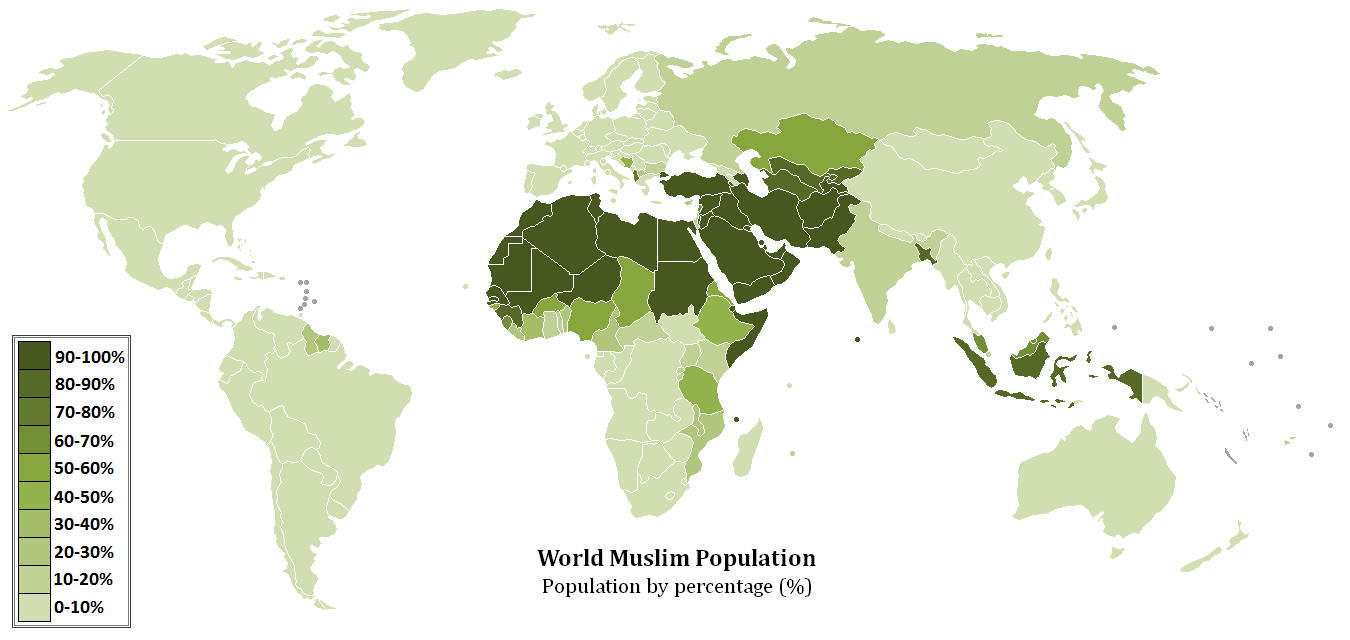
Các quốc gia có dân số theo Hồi giáo (dữ liệu 2017)

Dưới đây là danh sách các quốc gia có dân số theo Hồi giáo tính đến năm 2017.

## Danh sách chính thức

### Theo quốc gia
| Quốc gia                    | Số lượng tín đồ | Ước lượng (%)              |
| --------------------------- | --------------- | -------------------------- |
| Indonesia                   | 229.000.000     | 87,2                       |
| Pakistan                    | 202.650.000     | 96,5                       |
| Ấn Độ                       | 195.000.000     | 14,2                       |
| Bangladesh                  | 153.700.000     | 90,4                       |
| Nigeria                     | 103.000.000     | 51,6                       |
| Iran                        | 82.500.000      | 99,4                       |
| Thổ Nhĩ Kỳ                  | 80.700.000      | 99,8                       |
| Ai Cập                      | 90.000.000      | 94,7                       |
| Trung Quốc                  | 50.000.000      | 2,8                        |
| Algérie                     | 41.240.913      | 99–99                      |
| Sudan                       | 39.585.777      | 97                         |
| Iraq                        | 38.465.864      | 95,7                       |
| Maroc                       | 37.930.989      | 99                         |
| Afghanistan                 | 37.025.000      | 99,7                       |
| Ethiopia                    | 35.600.000      | 33,9                       |
| Ả Rập Xê Út                 | 33.535.000      | 98,2                       |
| Uzbekistan                  | 29.920.000      | 88,7                       |
| Yemen                       | 27.784.498      | 99,2                       |
| Nga                         | 22.000.000      | 15(6,5)                    |
| Niger                       | 21.101.926      | 98,3                       |
| Tanzania                    | 19.426.814      | 35                         |
| Mali                        | 17.508.398      | 95                         |
| Syria                       | 16.700.000      | 70                         |
| Malaysia                    | 16.318.355      | 61,3                       |
| Sénégal                     | 15.112.721      | 96,1                       |
| Kazakhstan                  | 13.158.672      | 70,2 (điều tra chính thức) |
| CHDC Congo                  | 12.792.153      | 10                         |
| Burkina Faso                | 12.141.769      | 61,5                       |
| Bờ Biển Ngà                 | 11.265.789      | 42,9                       |
| Tunisia                     | 11.190.000      | 99,8                       |
| Somalia                     | 10.978.000      | 99,8                       |
| Philippines                 | 10.700.000      | 11                         |
| Guinée                      | 10.563.171      | 89,1                       |
| Jordan                      | 10.165.777      | 97,2                       |
| Azerbaijan                  | 9.735.074       | 96,9                       |
| Tajikistan                  | 9.253.000       | 97,9                       |
| Tchad                       | 9.183.207       | 58                         |
| Cameroon                    | 7.692.289       | 30                         |
| UAE                         | 7.251.627       | 76                         |
| Libya                       | 6.551.871       | 97                         |
| Sierra Leone                | 6.067.706       | 78,6                       |
| Pháp                        | 5.720.000       | 8,8                        |
| Turkmenistan                | 5.610.000       | 93,7                       |
| Kenya                       | 5.500.000       | 11,2                       |
| Uganda                      | 5.435.234       | 14                         |
| Ghana                       | 5.058.444       | 17,6                       |
| Đức                         | 5.000.000       | 6                          |
| Kyrgyzstan                  | 4.679.436       | 80                         |
| Palestine                   | 4.298.000       | 97,5                       |
| Vương quốc Anh              | 4.130.000       | 6,3                        |
| Malawi                      | 3.968.512       | 10                         |
| Mauritanie                  | 3.840.430       | 99,9                       |
| Mozambique                  | 3.830.063       | 17,9                       |
| Liban                       | 3.519.743       | 57,7                       |
| Hoa Kỳ                      | 3.450.000       | 1,1-0,9                    |
| Bénin                       | 3.141.319       | 27,7                       |
| Eritrea                     | 3.100.000       | 51,6-48                    |
| Thái Lan                    | 3.000.000       | 4,3                        |
| Ý                           | 2.987.840       | 4,8                        |
| Madagascar                  | 2.568.361       | 10                         |
| Nam Sudan                   | 2.464.683       | 20                         |
| Oman                        | 2.427.000       | 86                         |
| Myanmar                     | 2.291.767       | 4,3                        |
| Kuwait                      | 2.175.684       | 74,6                       |
| Sri Lanka                   | 2.105.000       | 9,7                        |
| Gambia                      | 2.002.743       | 95,7                       |
| Bosna và Hercegovina        | 1.955.084       | 50,7                       |
| Kosovo                      | 1.823.657       | 95,6                       |
| Albania                     | 1.797.645       | 58,8                       |
| Togo                        | 1.593.011       | 20                         |
| Qatar                       | 1.566.786       | 77,5                       |
| Israel                      | 1.516.482       | 18                         |
| Brasil                      | 1.500.000       | 0,7                        |
| Nepal                       | 1.292.909       | 4,2                        |
| Burundi                     | 1.184.452       | 10                         |
| Tây Ban Nha                 | 1.180.000       | 2,6                        |
| Canada                      | 1.148.213       | 3,2                        |
| Bahrain                     | 1.063.239       | 73,7                       |
| Nam Phi                     | 1.050.000       | 1,9                        |
| Ukraina                     | 1.000.000       | 2,5                        |
| Liberia                     | 961.953         | 20                         |
| Hà Lan                      | 880.000         | 5,1 - 6                    |
| Bỉ                          | 879.377         | 7,6                        |
| Cộng hòa Trung Phi          | 861.759         | 15                         |
| Bulgaria                    | 861.015         | 13,4                       |
| Djibouti                    | 857.496         | 97                         |
| Singapore                   | 842.116         | 14,7                       |
| Guiné-Bissau                | 826.794         | 45,1                       |
| Comoros                     | 807.204         | 98,3                       |
| Thụy Điển                   | 800.000         | 8,1                        |
| Áo                          | 712.000         | 8                          |
| Bắc Macedonia               | 705.608         | 33,3                       |
| Úc                          | 650.000         | 2,6                        |
| Hy Lạp                      | 613.406         | 5,7                        |
| Tây Sahara                  | 599.633         | 99,4                       |
| Rwanda                      | 576.054         | 4,8                        |
| Gruzia                      | 527.091         | 10,7                       |
| Thụy Sĩ                     | 440.000         | 5,2                        |
| Argentina                   | 400.000         | 0,9                        |
| Maldives                    | 374.775         | 100                        |
| Brunei                      | 355.045         | 78,8                       |
| Đan Mạch                    | 313.713         | 5,4                        |
| Campuchia                   | 312.401         | 2                          |
| Hồng Kông                   | 295.746         | 4,1                        |
| Síp                         | 275.000         | 25,3                       |
| Mayotte                     | 253.439         | 97                         |
| Mauritius                   | 236.020         | 17,3                       |
| Serbia                      | 221.460         | 3,1                        |
| Gabon                       | 211.903         | 10                         |
| România                     | 200.000         | 1                          |
| Nhật Bản                    | 185.000         | 0,1                        |
| Na Uy                       | 175.507         | 3,2(12/2016)               |
| Zambia                      | 168.877         | 1                          |
| Mông Cổ                     | 150.000         | 5                          |
| Eswatini                    | 129.230         | 10                         |
| Venezuela                   | 125.216         | 0,4                        |
| Montenegro                  | 122.849         | 19,1                       |
| Cộng hòa Congo              | 107.997         | 2                          |
| Phần Lan                    | 102.000         | 1,8                        |
| Belarus                     | 100.000         | 1                          |
| Zimbabwe                    | 100.000         | 0,7                        |
| Colombia                    | 96.337          | 0,2                        |
| Việt Nam                    | 96.160          | 0,1                        |
| Angola                      | 90.000          | 0,3                        |
| Suriname                    | 83.400          | 13,9                       |
| Guinea Xích Đạo             | 79.745          | 10                         |
| Trinidad và Tobago          | 78.000          | 5,8                        |
| Slovenia                    | 73.568          | 3,6                        |
| Ireland                     | 70.952          | 1,4                        |
| Bồ Đào Nha                  | 65.000          | 0,6                        |
| Croatia                     | 64.057          | 1,5                        |
| Hungary                     | 60.000          | 0,6                        |
| Đài Loan                    | 60.000          | 0,3                        |
| Fiji                        | 58.355          | 6,3                        |
| Guyana                      | 55.000          | 7,2                        |
| New Zealand                 | 41.000          | 0,9                        |
| Réunion                     | 36.364          | 4,2                        |
| Hàn Quốc                    | 35.000          | 0,1                        |
| Honduras                    | 30.000          | 0,3                        |
| Panama                      | 25.000          | 0,7                        |
| Cộng hòa Séc                | 20.000          | 0,2                        |
| Luxembourg                  | 18.172          | 3                          |
| Moldova                     | 15.000          | 0,4                        |
| Malta                       | 11.675          | 2,6                        |
| Cabo Verde                  | 11.367          | 2                          |
| Cuba                        | 11.116          | 0,1                        |
| Slovakia                    | 10.866          | 0,2                        |
| Namibia                     | 9.654           | 0,4                        |
| Botswana                    | 8.996           | 0,4                        |
| Nouvelle-Calédonie          | 7.000           | 2,8                        |
| Ba Lan                      | 6.796           | 0,02                       |
| São Tomé và Príncipe        | 5.931           | 3                          |
| Jamaica                     | 5.624           | 0,2                        |
| México                      | 5.500           | 0,01                       |
| Haiti                       | 5.000           | < 0,1                      |
| Barbados                    | 4.396           | 1,5                        |
| Chile                       | 4.000           | 0,03                       |
| Armenia                     | 3.038           | 0,1                        |
| Lesotho                     | 3.000           | 0,1                        |
| Litva                       | 3.000           | 0,1                        |
| CHDCND Triều Tiên           | 3.000           | 0,1                        |
| Guyane thuộc Pháp           | 2.400           | 0,9                        |
| Andorra                     | 2.228           | 2,6                        |
| Liechtenstein               | 2.050           | 5,4                        |
| Saint Vincent và Grenadines | 2.000           | 1,7                        |
| Guadeloupe                  | 2.000           | 0,4                        |
| Latvia                      | 2.000           | 0,1                        |
| Bolivia                     | 2.000           | < 0,1                      |
| Cộng hòa Dominica           | 2.000           | < 0,1                      |
| El Salvador                 | 2.000           | < 0,1                      |
| Papua New Guinea            | 2.000           | < 0,1                      |
| Bhutan                      | ≤ 2.000         | 0,2                        |
| Estonia                     | 1.508           | < 0,1                      |
| Gibraltar                   | 1.150           | 4                          |
| Guatemala                   | 1.200           | < 0,1                      |
| Seychelles                  | 1.036           | 1,1                        |
| Đông Timor                  | 1.000           | 0,1                        |
| Lào                         | 1.000           | < 0,1                      |
| Nicaragua                   | 1.000           | < 0,1                      |
| Paraguay                    | 1.000           | < 0,1                      |
| Puerto Rico                 | 1.000           | < 0,1                      |
| Quần đảo Cocos (Keeling)    | < 1.000         | 80                         |
| Quần đảo Virgin thuộc Anh   | < 1.000         | 1,2                        |
| Bermuda                     | < 1.000         | 0,8                        |
| Quần đảo Bắc Mariana        | < 1.000         | 0,7                        |
| Antigua và Barbuda          | < 1.000         | 0,6                        |
| Monaco                      | < 1.000         | 0,5                        |
| Aruba                       | < 1.000         | 0,4                        |
| Anguilla                    | < 1.000         | 0,3                        |
| Grenada                     | < 1.000         | 0,3                        |
| Saint Kitts và Nevis        | < 1.000         | 0,3                        |
| Antille thuộc Hà Lan        | < 1.000         | 0,2                        |
| Dominica                    | < 1.000         | 0,2                        |
| Đảo Man                     | < 1.000         | 0,2                        |
| Martinique                  | < 1.000         | 0,2                        |
| Quần đảo Cayman             | < 1.000         | 0,2                        |
| Saint Pierre và Miquelon    | < 1.000         | 0,2                        |
| Bahamas                     | < 1.000         | 0,1                        |
| Belize                      | < 1.000         | 0,1                        |
| Montserrat                  | < 1.000         | 0,1                        |
| Quần đảo Virgin thuộc Mỹ    | < 1.000         | 0,1                        |
| Saint Lucia                 | < 1.000         | 0,1                        |
| Tuvalu                      | < 1.000         | 0,1                        |
| Costa Rica                  | < 1.000         | < 0,1                      |
| Greenland                   | < 1.000         | < 0,1                      |
| Guam                        | < 1.000         | < 0,1                      |
| Kiribati                    | < 1.000         | < 0,1                      |
| Ma Cao                      | < 1.000         | < 0,1                      |
| Micronesia                  | < 1.000         | < 0,1                      |
| Nauru                       | < 1.000         | < 0,1                      |
| Niue                        | < 1.000         | < 0,1                      |
| Palau                       | < 1.000         | < 0,1                      |
| Peru                        | < 1.000         | < 0,1                      |
| Polynésie thuộc Pháp        | < 1.000         | < 0,1                      |
| Quần đảo Cook               | < 1.000         | < 0,1                      |
| Ecuador                     | < 1.000         | < 0,1                      |
| Quần đảo Faroe              | < 1.000         | < 0,1                      |
| Quần đảo Falkland           | < 1.000         | < 0,1                      |
| Iceland                     | < 1.000         | < 0,1                      |
| Quần đảo Marshall           | < 1.000         | < 0,1                      |
| Quần đảo Solomon            | < 1.000         | < 0,1                      |
| Quần đảo Turks và Caicos    | < 1.000         | < 0,1                      |
| Saint Helena                | < 1.000         | < 0,1                      |
| Samoa                       | < 1.000         | < 0,1                      |
| Samoa thuộc Mỹ              | < 1.000         | < 0,1                      |
| San Marino                  | < 1.000         | < 0,1                      |
| Tokelau                     | < 1.000         | < 0,1                      |
| Tonga                       | < 1.000         | < 0,1                      |
| Uruguay                     | < 1.000         | < 0,1                      |
| Vanuatu                     | < 1.000         | < 0,1                      |
| Wallis và Futuna            | < 1.000         | < 0,1                      |
| Thành Vatican               | 0               | 0                          |
| Toàn thế giới               | 1.800.000.000   | 24.1                       |

### Theo châu lục
| Châu lục       | Số lượng tín đồ | Tỷ lệ % trên tổng dân số |
| -------------- | --------------- | ------------------------ |
| Châu Á         | 1.200.000.000   | 24,3                     |
| Châu Phi       | 550.000.000     | 47                       |
| Châu Âu        | 44.138.000      | 6,0                      |
| Bắc Mỹ         | 3.500.000       | 1,0                      |
| Nam Mỹ         | 791.000         | 0,13                     |
| Châu Đại Dương | 650.000         | 1,5                      |
| Toàn thế giới  | 1.800.000.000   | 24,1                     |